# Костылев, Николай Григорьевич
Никола́й Григо́рьевич Ко́стылев (4 марта 1931, Варваровка — 7 ноября 1993, Витебск) — советский тяжелоатлет, двукратный чемпион Европы (1955, 1956), чемпион мира (1955), восьмикратный рекордсмен мира в рывке и сумме троеборья. Заслуженный мастер спорта СССР (1955).

## Биография
Родился 4 марта 1931 года в деревне Варваровка (Варварово) Сапожковского района Московской области. Начинал заниматься тяжёлой атлетикой в Егорьевске в добровольном спортивном обществе «Большевик». В 1950 году переехал в Смоленск, где продолжил тренироваться в ДСО «Буревестник».
В середине 1950-х годов входил в число ведущих советских атлетов лёгкого веса. В 1955 году был включён в состав сборной СССР на чемпионате мира и Европы в Мюнхене и завоевал золотые награды этих соревнований. В 1956 году на чемпионате Европы в Хельсинки также выиграл золотую медаль.
В 1958 году окончил Смоленский  государственный институт физической  культуры. В 1963 году завершил свою спортивную карьеру. С 1965 года жил в Витебске, где занимался тренерской деятельностью в ДСО «Спартак». Среди его учеников был двукратный призёр чемпионатов СССР Геннадий Рябоконь. 
Умер 7 ноября 1993 года. Похоронен на Мазуринском кладбище. В Витебске ежегодно проводятся открытые областные соревнования по тяжёлой атлетике, посвящённые памяти Николая Костылева.

## Семья
Жена Таисия Козлова (ум. 1979), гимнастка.